# 朝星夜星
『朝星夜星』（あさぼしよぼし）は朝井まかてによる日本の小説。幕末から大正かけて長崎市や大阪市を舞台に日本で初めてレストランとホテルの自由亭を開業した草野丈吉と妻のゆきの物語。
題名は、「朝は朝星、夜は夜星（
夜明け前から夜まで精を尽くして働く）」からきている。

## 登場人物

### 草野家
草野 ゆき（くさの ゆき）
本作の主人公。大柄で洗濯や裁縫は得意だが、料理は苦手。肥後の貧農出身で10歳から長崎の丸山遊廓の「引田屋」で女中として働いていた。女将の紹介で、25歳で丈吉に嫁ぎ、夫を支えていく。漢字表記は雪。
草野丈吉（くさの じょうきち）
ゆきの夫でゆきより1歳年下。父親に代わって子供のころから働き、オランダ領事に雇われて阿蘭陀料理を覚え、出張料理人として働いていた。ゆきを嫁にもらってから、良林亭（後の自由亭）を開業する。やがて長崎から大阪に移りホテル経営まで成り上がる。読み書き算盤は不得意で、勘定は頭の中で済ませる。
和十（わじゅう）
丈吉とよしの父親。もとは土地持ちの百姓だったが持病のため働けず、息子の稼ぎに頼っている。酒好き。
草野 ふじ
丈吉とよしの母親。ゆきに『いぎりす』を伝授する。
草野 よし
丈吉の妹で、料理が得意。
草野 錦（くさの きん）
第一子で長女。料理とマナーの本を手がける。右目を洗濯洗剤をこすりつけたせいでメラノーマとなる。
草野 有（くさの ゆう）
第二子で次女。
草野 考次郎（くさの こうじろう）
和十が亡くなった明治時代初期に長男で第三子として生まれる。犬の大吉を好んで世話する。
大吉
大型の海外犬。ゆきが犬が欲しい思いとたまたま偶然に丈吉の計らいで、持ち主が母国に持ち帰れないことから譲ってくれた。

### 歴史上の人物
五代友厚
商業での復興に莫大な借金で身を投じ、大阪を支えた薩摩の偉人。
菅野覚兵衛と白峰駿馬
注文を頼み来た亀山社中からの初客。
陸奥宗光
政治をサイエンスとアートを唱えて、奮起する自由亭を支える。
坂本龍馬
ゆきの回想のみ、生前の頃で登場する。ゆきのことを「おばはん」と白い歯を出して笑顔でからかう。
後藤象二郎
自由亭（良林亭）開業したころからの常連客の一人。
岩崎弥太郎

## 書誌情報
- ISBN 978-4-569-85403-8